# MissinCat

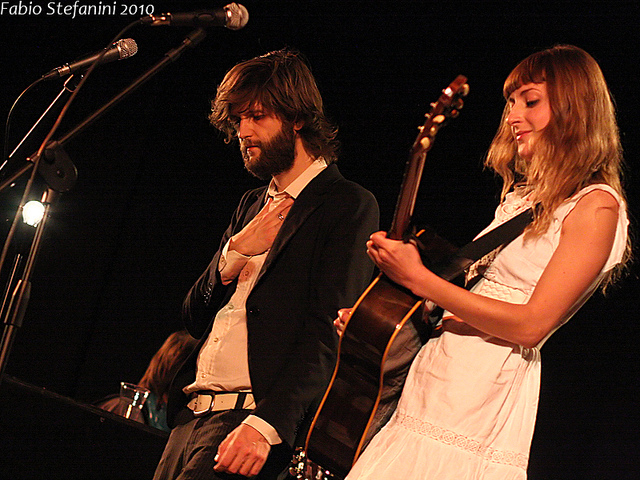
MissinCat und Dente (2010)

MissinCat (bürgerlich Caterina Barbieri; * 1978 in Mailand) ist eine italienische Singer-Songwriterin.

## Biographie
Caterina Barbieri wuchs in Mailand auf, wo sie als Bassistin bei der Popgruppe Le Vertigini spielte. 2006 gründete sie unter dem Pseudonym MissinCat ihr Soloprojekt und zog 2007 nach Berlin. Im Oktober 2008 unterstützte sie als Opening Act die deutschen Termine der Amy Winehouse-Tour und trat in Hamburg, München, Köln und Berlin auf. 
Entdeckt wurde sie vom deutschen Independent-Label Revolver, das sie unter Vertrag nahm und veröffentlichte 2009 ihr erstes Album Back on My Feet. Neben Europa spielte sie auch in Australien und den Vereinigten Staaten und trat bei South by Southwest auf.
2010 zog sie nach Stockholm, wo sie mit dem schwedischen Produzenten Sonny Boy Gustafsson an dessen neuem Album arbeitete, das 2011 in Deutschland unter dem Titel Wow ebenfalls von Revolver veröffentlicht wurde. Auf diesem Album wird MissinCats Stimme durch den Klang anderer Instrumente wie dem Banjo, dem Mellotron, den Streichern und der Celesta untermalt. Das Album enthält auch ein Duett mit der schwedischen Sängerin Miss Li und dem Italiener Dente. Mit Dente veröffentlichte sie 2011 die italienischsprachige Single Capita, hierzu entstand auch ein Musikvideo.
Zwischen 2012 und 2013 war sie als Autorin und Interpretin an der Erstellung des Soundtracks für den italienisch-deutschen Film Omamamia und für Schoßgebete von Sönke Wortmann beteiligt. Im Jahr 2015 veröffentlichte sie mit den Produzenten Johannes Saal und Berend Intelmann ihr drittes Album Wirewalker, das einen stilistischen Wandel markiert.

## Diskographie
- Back on My Feet (2009)
- Wow (2011)
- Wirewalker (2015)
- Forces (2017), EP[4]
- 10 (2019)
- Earthling (2024)